# تامس اسپرت

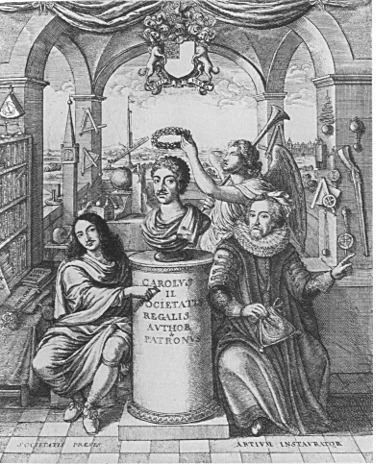
Frontispiece to A History of the Royal Society, showing the crowning of King Charles II. Sir Francis Bacon is shown on the right; William Brouncker, 2nd Viscount Brouncker, the president of the Society, is on the left.

تامس اسپرت (انگلیسی: Thomas Sprat؛ ۱۶۳۵ – ۲۰ مه ۱۷۱۳) کشیش، و نویسنده اهل بریتانیا بود. وی اسقف راچستر (به انگلیسی: Rochester) و رئیس مذهبی وِست مینستر (به انگلیسی: Westminster)، نخستین تاریخ انجمن سلطنتی (به انگلیسی: Royal Society) را که در سال ۱۶۶۲ به وجود آمده بود نوشت. کتاب او "تاریخ انجمن سلطنتی لندن، برای پیشبرد دانش طبیعی" در سال ۱۶۶۷ به چاپ رسید.
اسپرت پس از بحث کوتاهی دربارهٔ فلسفه قدیم و جدید و روزهای اولیه شکل گیری انجمن، به شرح صلاحیت اعضاء و جذبه‌های کلی رویال سوسایتی می‌پردازد که در زیر آمده است.
"در خصوص صلاحیّت اعضای این انجمن، باید توجه داشت که آنان مردانی هستند که مذاهب و ملیّت‌ها و حرفه‌های مختلف که با آزادی و میل خویش به انجمن پیوسته‌اند. رعایت این نوع پیوند برای همه الزامی است، والا بر خلاف وعده عمل کردن برایشان کسر شأن خواهد بود. زیرا آنها علناً قول داده و اعلام می‌دارند که قصدشان ریختن یک بنیان فلسفی انگلیسی، اسکاتلندی، ایرلندی، لهستانی، یا پروتستانی نیست؛ بلکه یک فلسفه‌ای که شامل حال تمامی بشر می‌گردد."